# Ossora (osiedle)
Ossora (ros. Оссора) – osiedle (w latach 1949–2012 osiedle typu miejskiego) w Rosji, administracyjne centrum rejonu karagińskiego w Kraju Kamczackim (do 1 czerwca 2007 r. należało do Koriackiego Okręgu Autonomicznego).
Nazwa Ossora pochodzi z j. koriackiego (oryg. Асоран) i oznacza „dom gorbuszy” (miejsce tarła gorbuszy).

## Warunki naturalne

### Położenie
Miejscowość Ossora położona jest na wschodnim brzegu zatoki o tej samej nazwie będącej częścią większej Zatoki Karagińskiej na północnym wschodzie Półwyspu Kamczackiego. Osiedle ciągnie się wąskim pasem wybrzeża o długości ok. 3 km.

### Klimat
Klimat Ossory charakteryzuje wysoka amplituda temperatur. Zimą najniższe dochodzą do −40 °C, podczas gdy latem osiągają +10 °C do +15 °C, choć zdarza się, że termometry pokazują nawet +30 °C. W okresie zimowym wiatry wieją w kierunku północnym i północno-wschodnim, z kolei w letnim obierają kierunek północno-wschodni i północno-zachodni.

### Zasoby naturalne
W rejonie zatoki Ossora znane są miejsca występowania ropy naftowej. Pobliskie rzeki posiadają złoża złota okruchowego, ponadto osiedle dysponuje bogatymi złożami torfu oraz materiału piaskowo-żwirowego.

## Historia
W 1934 roku władze podjęły decyzję o przeniesieniu stolicy rejonu ze wsi Karaga w dogodniejsze położenie. Poszukiwano miejsca wolnego od błota, z dostępem do lasu pod wyrąb oraz głębokiej zatoki umożliwiającej organizację komunikacji wodnej pomiędzy wsiami rejonu. Po okresie intensywnej zabudowy mieszkaniowej, 1 sierpnia 1941 r. do Ossory przeniesione zostały wszystkie lokalne struktury partyjne i administracyjne. W 1949 r. miejscowość uzyskała status osiedla typu miejskiego, który utraciła w 2012 roku na skutek postępującego wyludniania, charakterystycznego dziś dla obszaru Syberii.

## Gospodarka i infrastruktura
Podstawą gospodarki osiedla jest rybołówstwo i przetwórstwo rybne. Ponadto szeroko rozpowszechniona jest uprawa na własny użytek ziemniaków i innych warzyw, a także jagód, czy malin. Zaopatrzenie Ossory w prąd zapewnia miejscowy generator Diesla, z kolei woda pitna pobierana jest z czterech źródeł artezyjskich.
We wsi funkcjonują m.in.: lotnisko, szpital, szkoła, muzeum krajoznawcze, sąd, administracja rejonowa i lokalna, policja, prokuratura oraz dom kultury. Wydawana jest także cotygodniowa gazeta rejonowa „Karaginskije wiesti” («Карагинские вести»).